# Matheson Lang
Pour les articles homonymes, voir Lang.
Matheson Lang est un acteur canadien, né le 15 mai 1879 à Montréal (Canada), mort le 11 avril 1948  à Bridgetown (Barbade).

## Filmographie

### comme acteur
- 1916 : The Merchant of Venice : Shylock
- 1917 : The Ware Case : Sir Hubert Ware
- 1917 : The House Opposite : Henry Rivers MP
- 1917 : Everybody's Business : Lieutenant Jack Goudron
- 1917 : Masks and Faces : Coachman
- 1918 : Victory and Peace : Edward Arkwright
- 1919 : Mr. Wu : Mr. Wu
- 1921 : Carnival : Sylvio Steno
- 1922 : A Romance of Old Baghdad : Prince Omar
- 1922 : Dick Turpin's Ride to York : Dick Turpin
- 1923 : The Wandering Jew : Mattathias
- 1923 : Guy Fawkes : Guy Fawkes
- 1923 : Eld ombord : Jan Steen
- 1924 : White Slippers : Lionel Hazard
- 1924 : Slaves of Destiny : Luke Charnock
- 1924 : Port of Lost Souls
- 1924 : Henry, King of Navarre : Henry
- 1925 : The Secret Kingdom : John Quarrain
- 1925 : The Qualified Adventurer : Peter Duff
- 1926 : The Island of Despair : Stephen Rhodes
- 1926 : The Chinese Bungalow : Yuan Sing
- 1927 : The King's Highway
- 1928 : The Triumph of the Scarlet Pimpernel
- 1928 : The Blue Peter : David Hunter
- 1930 : The Chinese Bungalow : Yuan Sing
- 1931 : Carnival : Silvio Steno
- 1933 : Channel Crossing : Jacob Van Eeden
- 1934 : The Great Defender : Sir Douglas Rolls
- 1934 : Little Friend : John Hughes
- 1935 : Drake of England : Francis Drake
- 1935 : Royal Cavalcade : Henry V
- 1936 : The Cardinal : Cardinal de Medici